# SEAL (Algorithmus)
SEAL (für englisch Software-Optimized Encryption Algorithm) ist eine von Phillip Rogaway und Don Coppersmith bei IBM entwickelte Stromchiffre mit einer Schlüssellänge von 160 Bit, die sich sehr effizient in Software implementieren lässt. SEAL gilt als sehr schneller Chiffrieralgorithmus, der allerdings relativ viel Speicherplatz benötigt. Diese Effizienz wird dadurch erkauft, dass, bevor eine Verschlüsselung stattfindet, eine 9 * 32 Bit S-Box berechnet wird. Dies geschieht mit SHA.
SEAL stellt keine klassische Stromchiffre dar, sondern eine Pseudozufallsfunktion. Der aktuelle Nachrichtenschlüssel hängt also nicht von einem Zustand ab, den die beiden Gegenseiten gemeinsam haben, sondern nur vom Schlüssel und der Nummer der Nachricht. Auf diese Weise muss man nicht Neu-Synchronisieren, wenn eine Nachricht auf dem Kanal verloren geht.
Ist die S-Box initialisiert, so benötigt SEAL zur Verschlüsselung eines Klartextbytes ungefähr 5 elementare CPU-Operationen, was ihn zu einem der schnellsten Softwarealgorithmen macht.
1997 bemerkte man, dass der Schlüsselstrom von SEAL nach ungefähr 234 Bytes von der Zufälligkeit abweicht. Daraufhin wurde SEAL geringfügig modifiziert und SEAL 3.0 genannt. Wenig später wird auch ein Angriff auf SEAL 3.0 nach 244 Bytes beschrieben.